# Университет имени Райхмана
Университе́т и́мени Ра́йхмана (ивр. אוניברסיטת רייכמן‎) — частное высшее учебное заведение в Израиле, созданное и возглавляемое профессором Уриэлем Райхманом. Расположен в городе Герцлии.
Университет был создан в качестве частного колледжа под названием Междисциплинарный центр в Герцлии. В августе 2021 года Совет по высшему образованию Израиля присвоил центру статус университета, и Междисциплинарный центр в Герцлии был переименован в Университет имени Райхмана.
В центре учится около 7 тыс. студентов.
На базе университета проводится ежегодная Международная Герцлийская конференция, посвящённая теме «Баланс сил и национальная безопасность Израиля». На конференции традиционно выступают ведущие израильские и зарубежные политики.
В 2008 году президент Междисциплинарного центра в Герцлии Уриэль Райхман и проректор университета МГИМО, проф. Валерий Воробьев подписали соглашение[значимость факта?] о сотрудничестве между вузами. Соглашение направлено на обмен информацией, студентами, профессорами и лекторами между вузами и проведение совместных научных конференций и семинаров.
В 2024 году университет планирует открыть первый в Израиле частный медицинский факультет. Соответствующая заявка подана в 2023 году в Совет по высшему образованию. Предполагается, что факультет будет сотрудничать с больницами Шиба и Бейлинсон и выпускать 80 врачей в год.

## Структурные подразделения

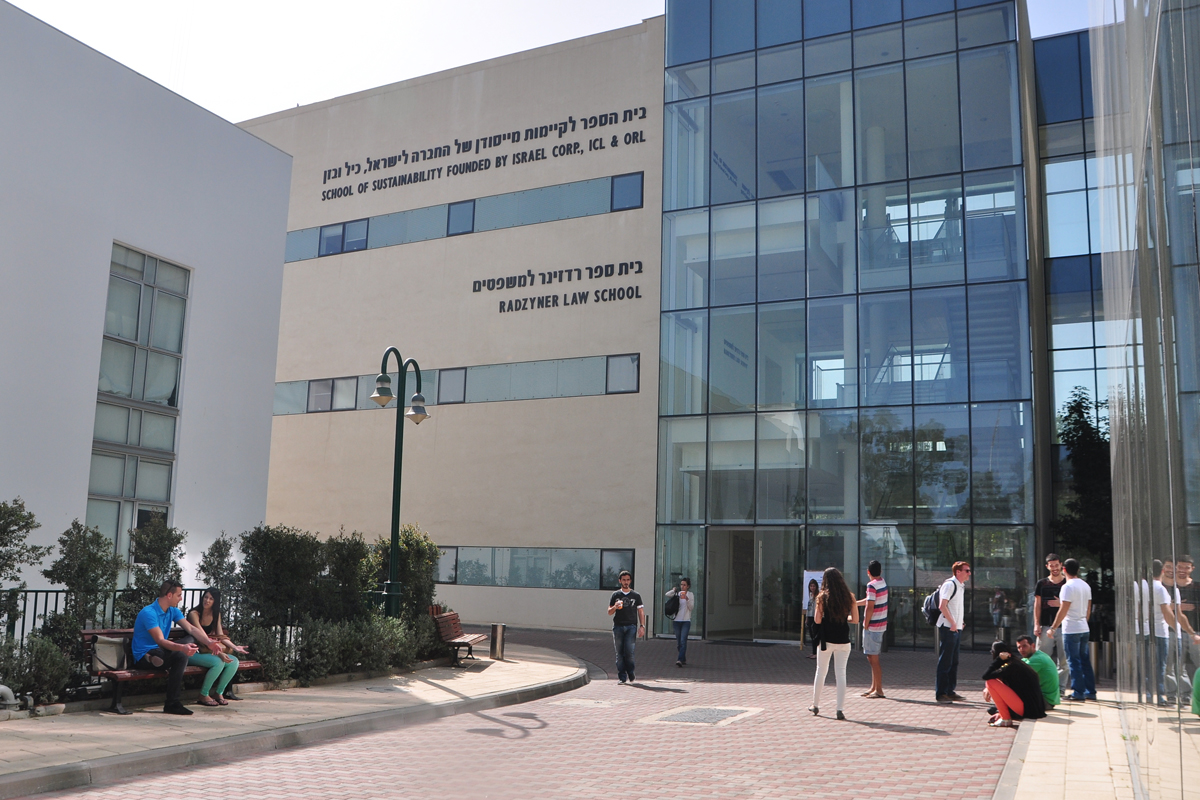
Юридическая школа им. Радзинера

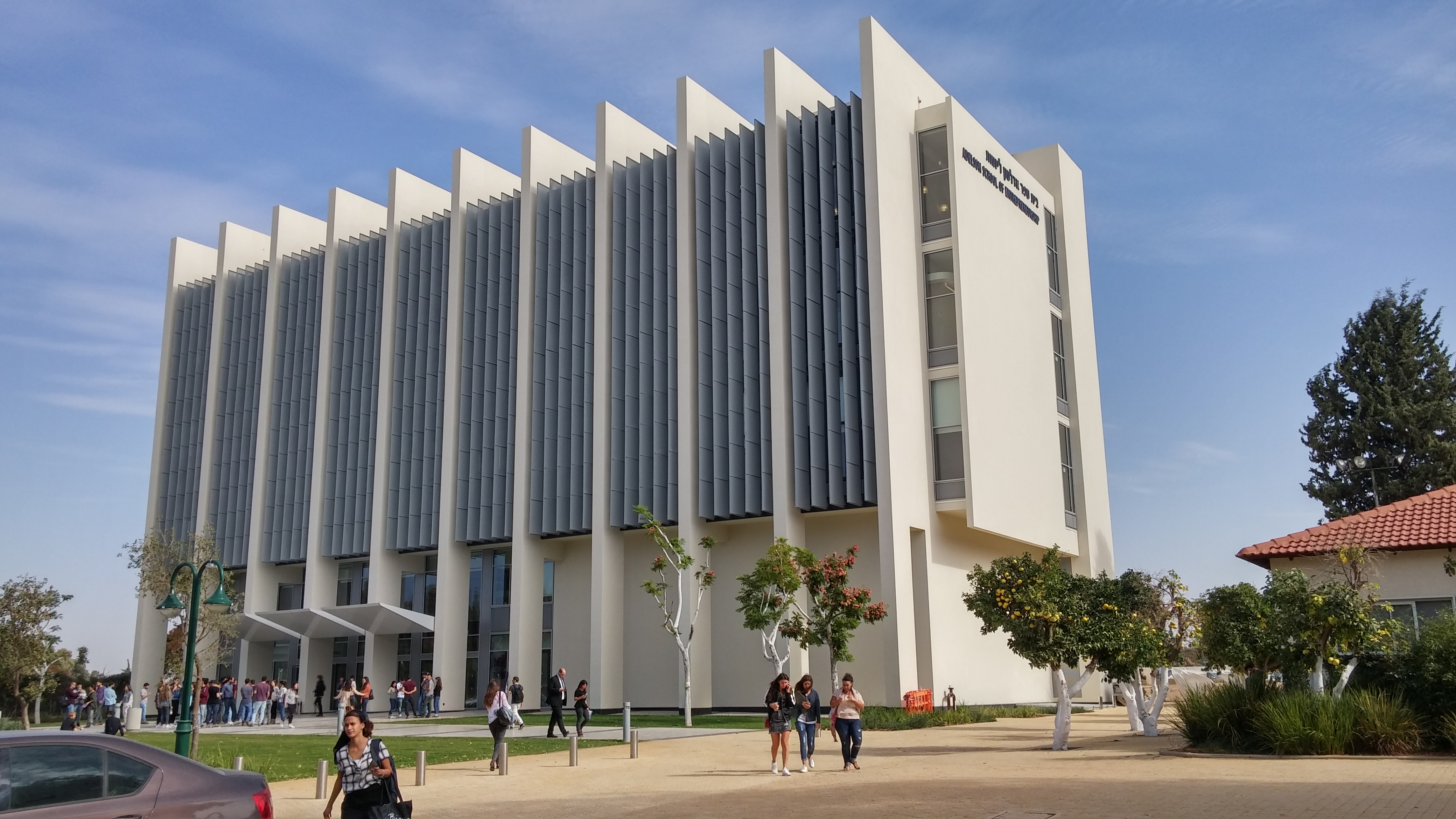
Центр предпринимательства

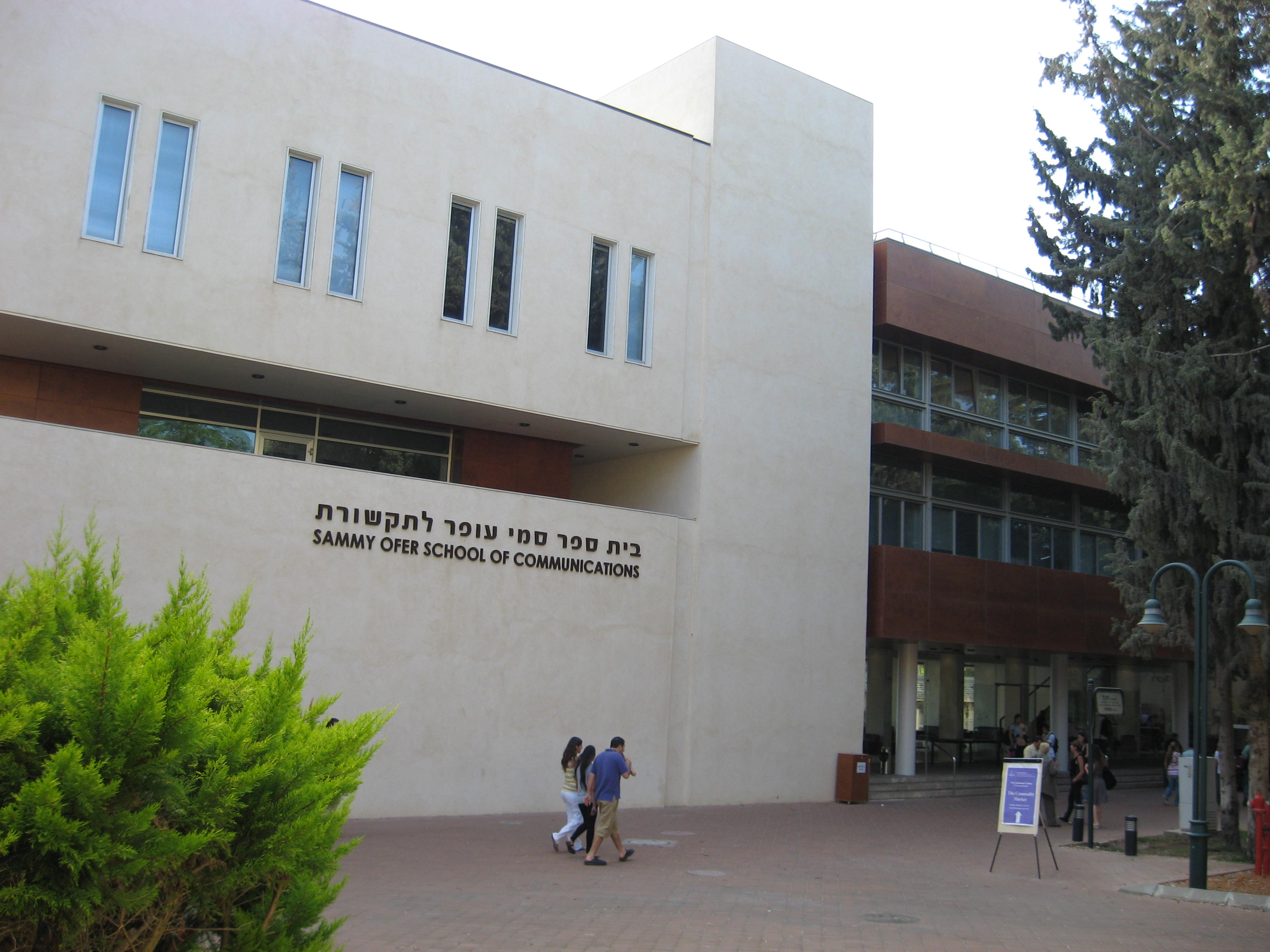
Школа коммуникаций и журналистики им.

### Академические
- Юридическая школа им. Радзинера
- Школа бизнес-администрации им. Арисона
- Компьютерная школа им. Эфи Арази
- Школа управления, дипломатии и стратегии им. Лаудера
- Школа коммуникаций и журналистики им. Сами Офера (руководитель — доктор Ноам Лемельштрих-Латар)
- Школа психологии
- Школа экономики
- Школа окружающей среды
- Международная школа им. Рафаэля Риканати

### Научно-исследовательские институты
- Институт международной политики по борьбе с терроризмом
- Институт политики и стратегии
- Центр изучения международных проблем (Gloria Centre)
- Кейсарийский центр изучения финансовых рынков и управления рисками им. Эдмона Ротшильда
- Центр предпринимательства
- Центр им. Аспар по изучению и исследованию дипломатии в новых СМИ
- Центр исследования психологии в Интернете
- Проект исследования политической психологии